# Sterie Petrașincu
Sterie Petrașincu (n. 5 mai 1890, Crușova, Imperiul Otoman – d. 1968, București) a fost un medic român de origine aromână. A participat la Primul Război Mondial, cu grad de medic sublocotenent în Regimentul 8 Călărași. A lucrat ca medic de divizie și apoi, timp de 20 de ani, ca medic șef la Așezământul Brâncovenesc din București. În 1921 s-a specializat la Paris în urologie. A fost președinte al Societății Române de Urologie. A fost închis în lagărul de la Slobozia, fiind acuzat de autoritățile comuniste de colaborare cu regimul legionar, fiind eliberat în urma intervențiilor scrise a mai multor medici și cunoscuți ai săi. În ultima parte a vieții a profesat într-una din policlinicile bucureștene.